# Festival Aéreo de Gijón
El Festival Aéreo de Gijón es un festival aéreo que se celebra anualmente en el mes de julio en la bahía, de Gijón (España). Desde 2022 queda englobado dentro de la denominada Fiesta del Cielo, un festival de una semana de duración con distintas actividades, cuyo acto central es el Festival Aéreo.

## Historia
El festival celebró su primera edición en 2006 bajo el nombre de  «Memorial aeronauta Jesús Fernández Duro», partiendo la idea del Círculo Aeronáutico Jesús Fernández Duro de La Felguera, que propuso al ayuntamiento de Gijón una exhibición aérea para conmemorar el centenario del fallecimiento del aeronauta asturiano Jesús Fernández Duro. Desde entonces ha ido incrementando su popularidad hasta convertirse en uno de los eventos más concurridos del año en la ciudad, concentrando a unos 200.000 asistentes.
La ediciones del año 2020 y de 2021 fueron canceladas debido a la Pandemia de COVID-19. En 2022 se retoma el festival bajo la iniciativa «Fiesta del Cielo» durante doce días, que agrupa actividades de drones, globos aeronáuticos, cometas, avistamiento de aves... y en donde el Festival Aéreo fue su plato fuerte con más de 250 000 asistentes.

## Críticas
En 2015 varias asociaciones realizaron un Manifiesto contra el festival aéreo militar reivindicando «principios de paz y no violencia». Como alternativa al festival, realizaron una Folixa por la paz que incluía música en directo, talleres, exposiciones y otras actividades.
El Festival aéreo de Gijón recibió críticas de algunos sectores políticos por «hacer de la guerra algo lúdico» y por trivializar el hecho de que algunos de esos mismos aviones exhibidos portan «tecnología militar de Israel» al tiempo que modelos similares estaban «bombardeando Gaza». Algunos concejales del Ayuntamiento se mostraron a su vez críticos con el Festival, pues entienden que «constituye propaganda belicista».
También recibe críticas por la contaminación acústica que supone, provocando molestias a animales y personas con discapacidad y también la contaminación de CO2 por la quema de combustibles fósiles de los aviones.
El festival supone un gasto anual de más de 70 000 euros, sin contar con los gastos de seguridad indirectos.

## Galería

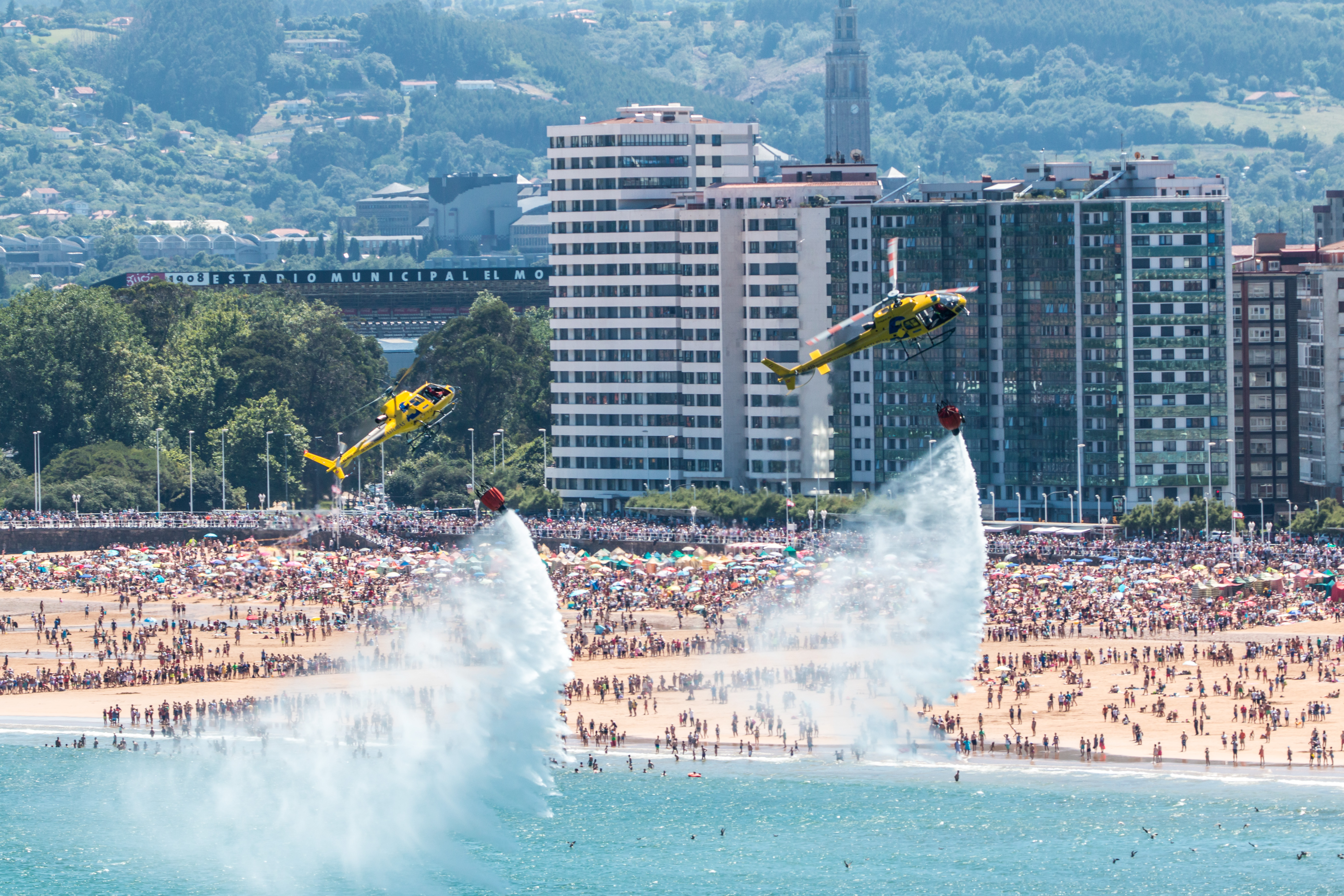
Helicópteros de bomberos
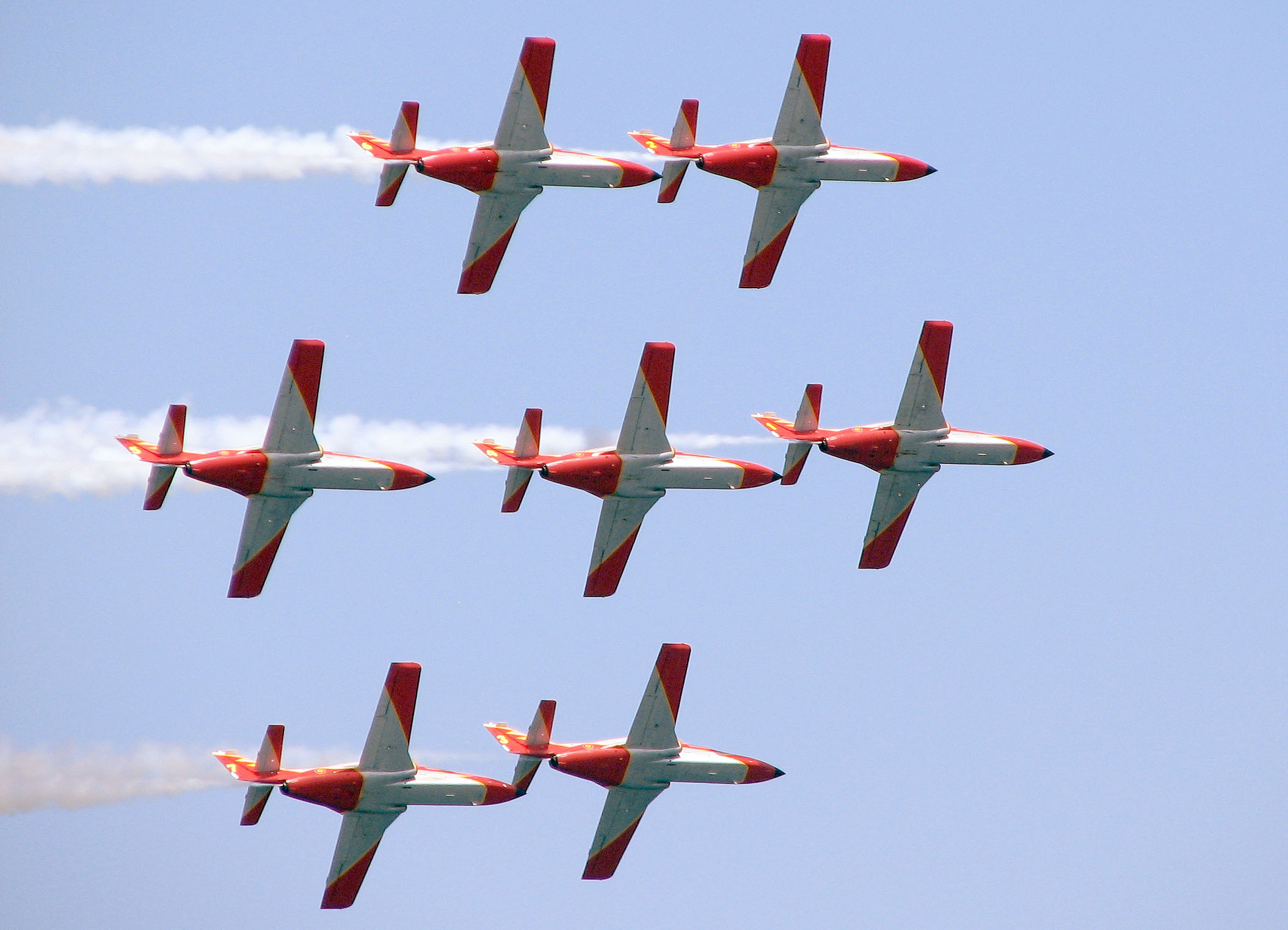
Patrulla Águila.
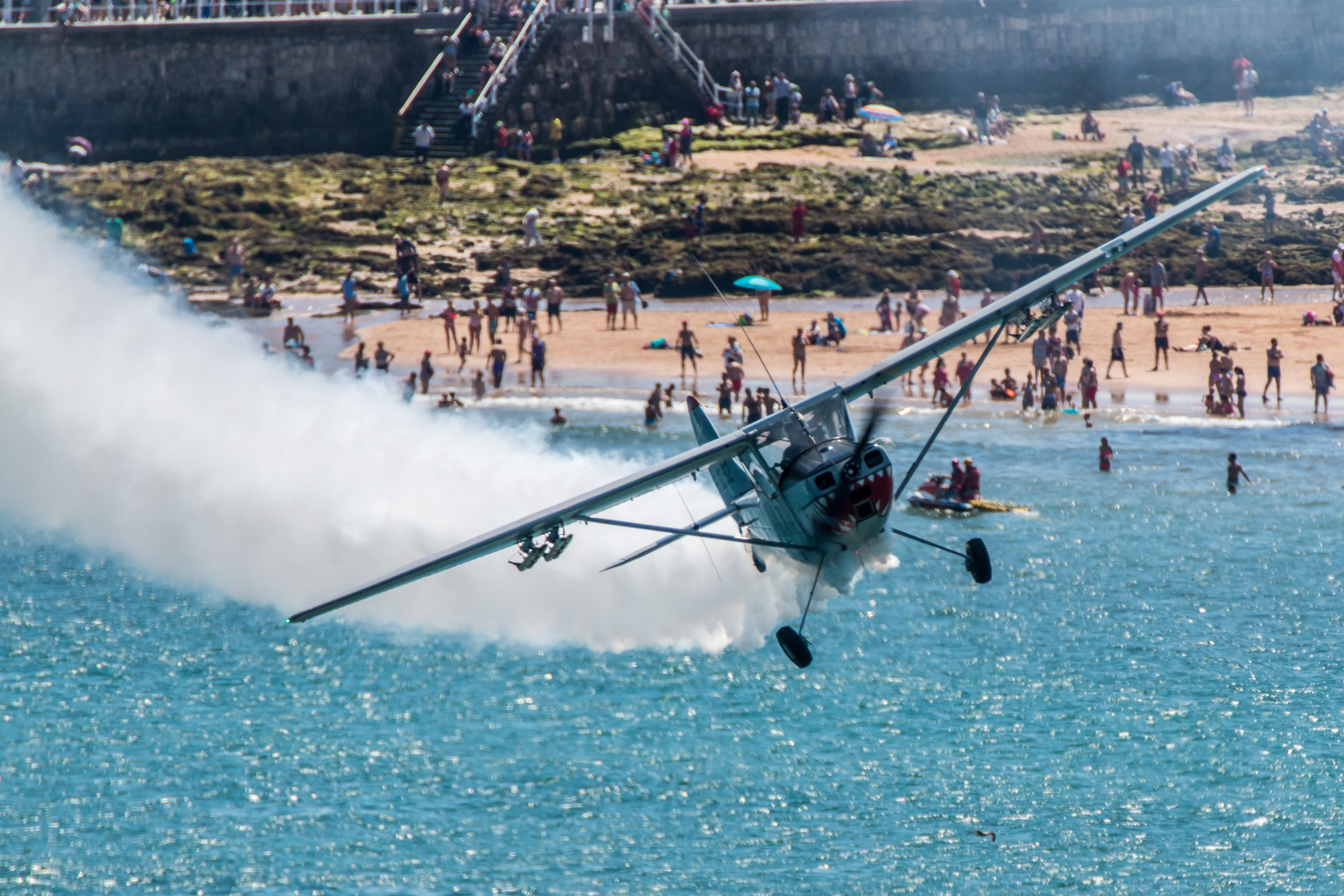
Cessna L19
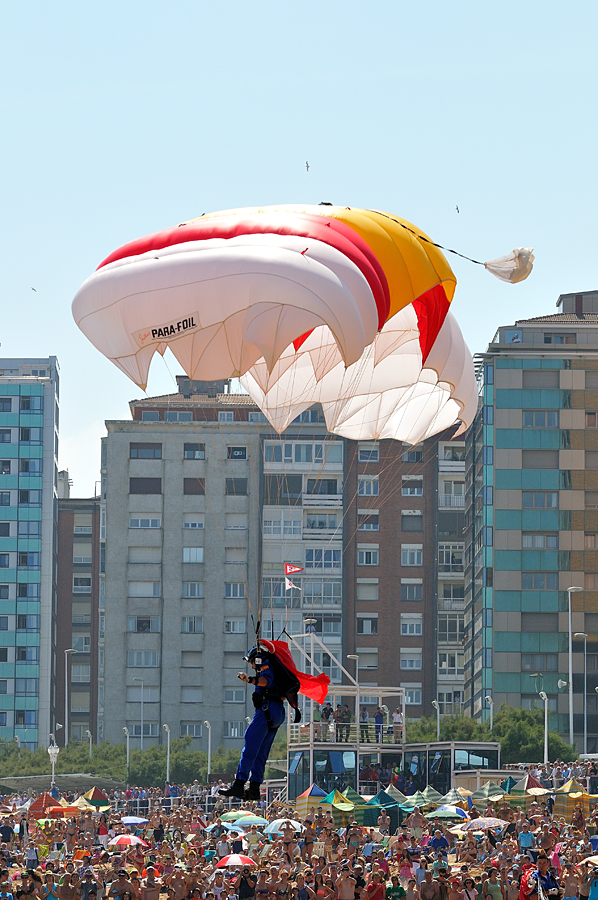
Paracaidista
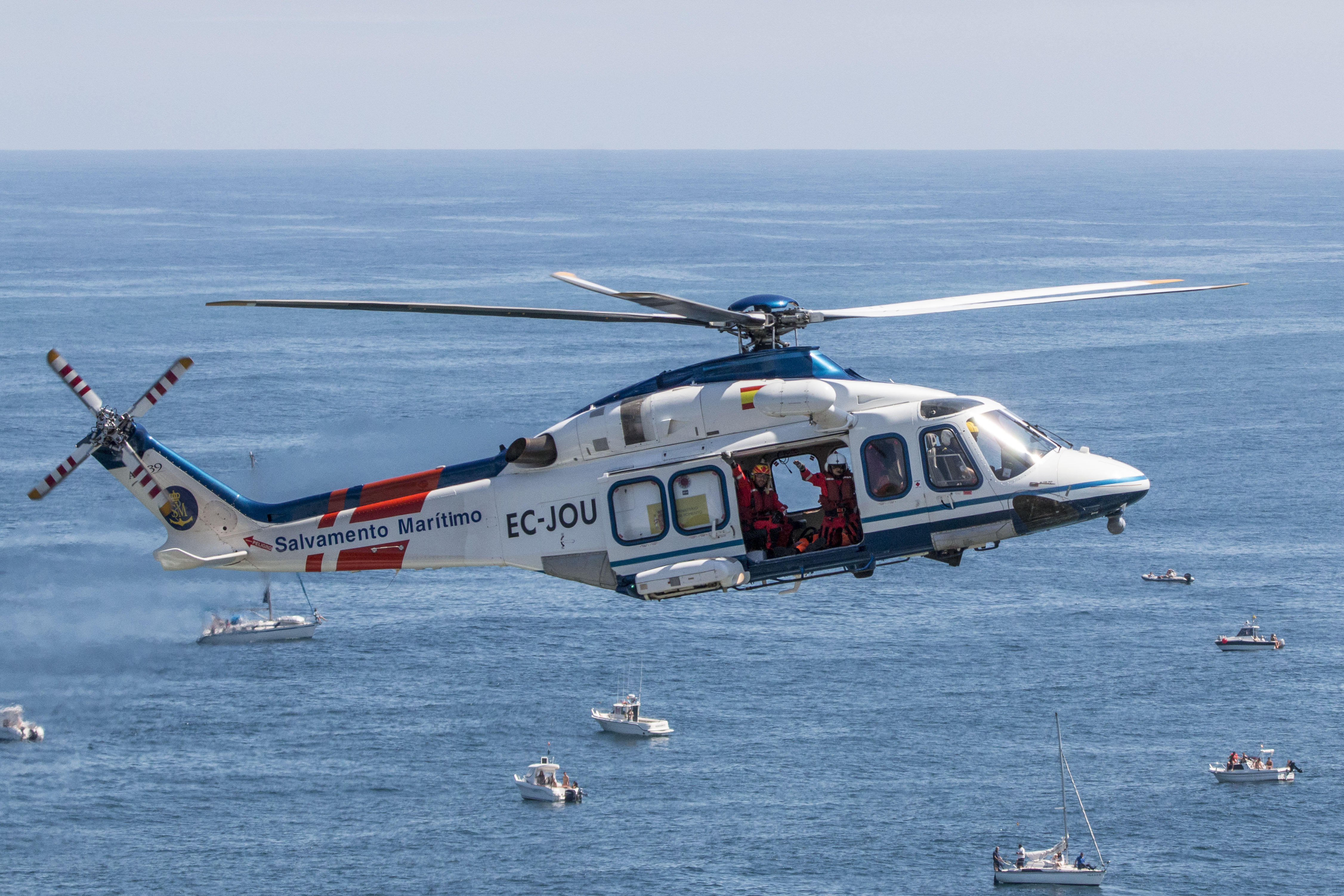
Salvamento Marítimo
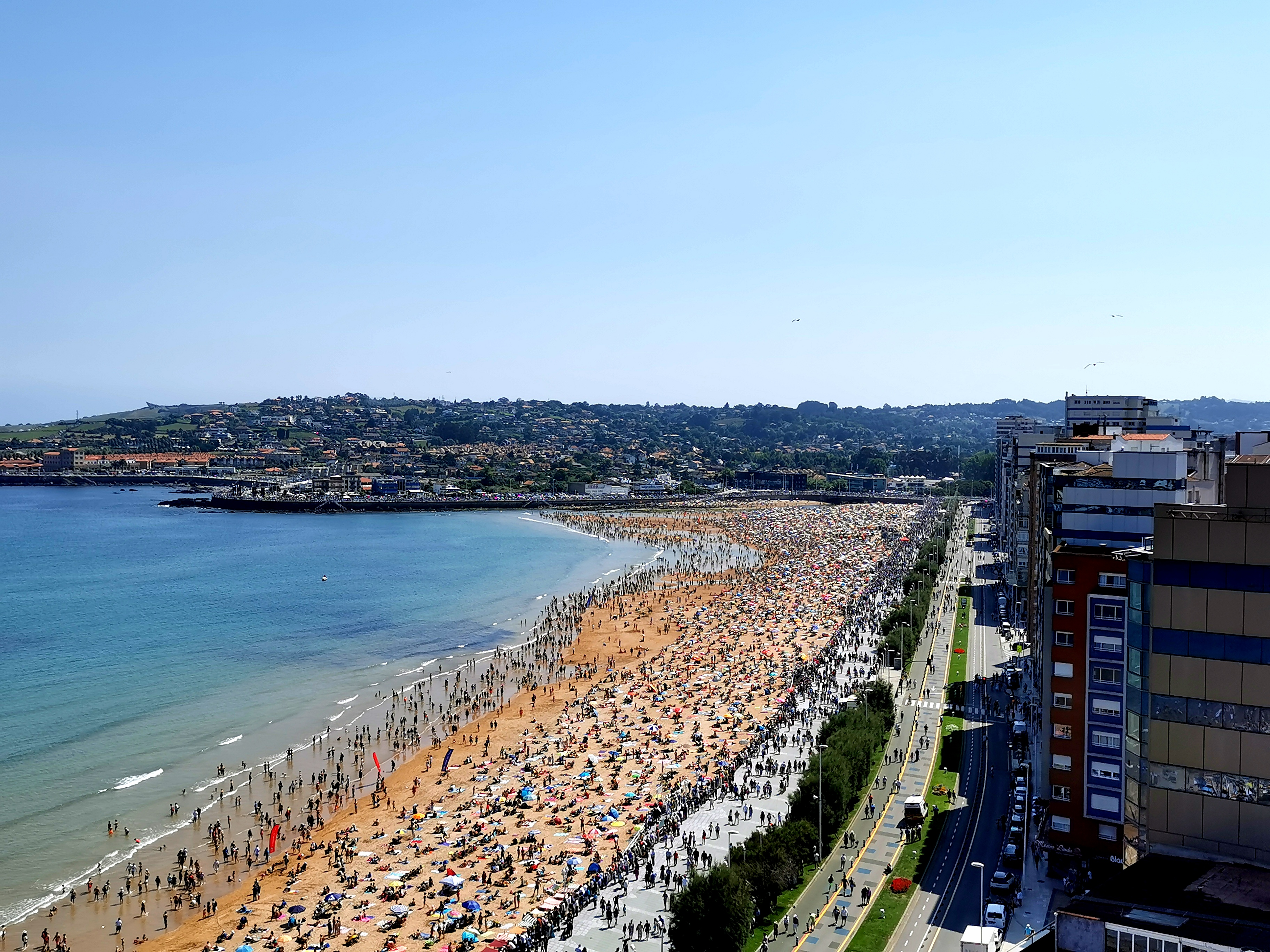
La edición de 2022 congregó a más de 250.000 asistentes